# SD Lemona
Sociedad Deportiva Lemona – hiszpański klub piłkarski, grający obecnie w Segunda División B.
Ma siedzibę w mieście Lemona leżącym w prowincji Bizkaia w Kraju Basków. Został założony w 1923 roku. Swoje mecze rozgrywa na stadionie Arlonagusia, który może pomieścić 5.000 widzów. Najlepsze miejsce w lidze SD Lemona uzyskała w sezonie 1996/97 - 4 w Segunda División B. W 2012 został rozwiązany z powodu problemów finansowych

## Sezony
- 15 sezonów w Segunda División B.
- 14 sezonów w Tercera División.